# Jordi Rubio
Jordi Rubio Gómez, född 1 november 1987 i Andorra la Vella, är en andorransk fotbollsspelare som spelar för Andorras landslag och Pas de la Casa.
Rubio debuterade för Andorra 2006 och har sedan dess medverkat i 67 A-landskamper.